# 中華民國陸軍步兵第一〇一旅
陸軍步兵第一〇一旅，為中華民國國軍駐守於嘉義縣的陸軍部隊，配屬陸軍第十軍團指揮部。隊名「堅實部隊」。此外，該旅在成功嶺也有營區，為國防部後備指揮部中部地區後備部隊訓練中心。

## 編制

### 指揮管轄
- 旅長 一位 上校
- 副旅長 一位 上校
- 參謀主任 一位 上校
- 政戰主任 一位 上校
- 監察官 一位 少校
- 保防官 一位 少校
- 心輔官 一位 上尉
- 士官督導長 一位 士官長

#### 直屬單位
- 旅部連
- 通信連
- 工兵連

#### 下轄單位
- 步兵第一營（戰支連+步兵連×3+火力連）
- 步兵第二營（戰支連+步兵連×3+火力連）
- 步兵第三營（戰支連+步兵連×3+火力連）
- 步兵第四營（戰支連+步兵連×3+火力連）
- 步兵第五營（戰支連+步兵連×3+火力連）
- 砲兵營